# Attentats manqués de Ludwigshafen
Les attentats manqués de Ludwigshafen sont des tentatives d'attentats à la bombe à but islamistes ayant échouées. Le 16 décembre 2016, des bombe ont été découvertes à Ludwigshafen, en Allemagne. Le principal suspect germano-iraquien âgé de 12 ans, qui aurait été l'auteur de l'attentat, a reçu l'ordre d'un partisan de l'État Islamique de fabriquer deux bombes à clous et de les placer sur le marché de Noël local et à proximité d'un centre commercial.

## Faits
Après une première tentative ratée au marché de Noël le 26 novembre 2016 dans laquelle la bombe n'a pas explosé, le garçon accusé de terrorisme a tenté une deuxième fois le 5 décembre 2016 près du centre commercial et de la mairie de Ludwigshafen. Il aurait été radicalisé ou instruit par un membre non identifié de l'ÉI. Le procureur fédéral allemand a refusé de commenter les rumeurs sur les liens entre le jeune garçon et l'ÉI et a annoncé une enquête sur ses motivations. L’appareil contenait du « matériel pyrotechnique » que l’on croyait extrait de feux d’artifice et de cierges magiques et les tests ont révélé que le mélange était combustible, mais pas explosif. Le bureau de protection de la jeunesse de l'État a pris en charge le garçon.

## Suspect
Le suspect est né à Ludwigshafen. Son nom n'a pas été divulgué en raison des lois allemandes sur la protection de la vie privée ; la loi allemande n'autorise pas non plus les poursuites pénales contre les mineurs de moins de 14 ans. L'enquête révèle aussi que le suspect avait envisagé de se rendre en Syrie à la mi-2016 pour rejoindre l'État islamique.

## Enquête et procès
Le 13 avril 2018, un partisan de l'État islamique a été condamné à Vienne, en Autriche, à neuf ans de prison pour avoir incité au crime et planifié une autre attaque contre la base aérienne américaine de Ramstein, en Allemagne, avec une jeune fille de 15 ans mariée à lui sous la loi islamique. Lors du procès, le suspect de l'attentat de Ludwigshafen, âgé de 14 ans, a souligné que l'attentat était sa propre idée. Le bombardement a échoué uniquement parce que la puissance de mise à feu était insuffisant.

## Réactions
- Steffen Seibert, porte-parole du gouvernement allemand, a déclaré : « C'est une affaire qui effraie tout le monde. »
- Peter Altmaier, le ministre allemand de la chancellerie, a déclaré que les autorités ont dû enquêter pour savoir si l’enfant avait été radicalisé à la maison ou via Internet[8].